# Byšta
Byšta (Hongaars: Biste) is een Slowaakse gemeente in de regio Košice, en maakt deel uit van het district Trebišov.
Byšta telt 161 inwoners.